# Punta Narebski
La punta Narębski è un promontorio sulla costa sud-orientale della penisola Barton, all'estremità sud-occidentale dell'Isola di re Giorgio, nelle isole Shetland Meridionali in Antartide, con un'altitudine media di 0 m sul livello del mare. La stazione sudcoreana Sejong si trova a 2 km a nord-est.

## Area Specialmente Protetta dell'Antartide
L'area adiacente alla punta è stata designata come Area Specialmente Protetta dell'Antartide (codice ASPA 171) principalmente per proteggere i suoi valori ecologici, scientifici ed estetici dall'interferenza umana. La dimensione del sito è di circa 1 km². È un territorio geologicamente complesso e ricco di flora e fauna, con un'estesa copertura di muschi e licheni. Sono presenti grandi colonie di pigoscelide antartico e di pinguino Papua. Altri uccelli registrati come nidificanti nell'area, ma in misura minore, sono lo stercorario di McCormick, lo zafferano meridionale, la Sterna vittata, l'uccello delle tempeste di Wilson, l'ossifraga del sud e il chione bianco.